# Gift Motupa
Gift Motupa (23 settembre 1994) è un calciatore sudafricano, centrocampista del Magesi.

## Carriera

### Club
Ha sempre giocato nella massima serie sudafricana.

### Nazionale
Ha esordito in Nazionale nel 2015 per poi essere convocato per le olimpiadi nel 2016, in cui segna un gol nella partita contro l'Iraq nei gironi.